# Jorge Rojas Astorga
Jorge Rojas Astorga (3 de enero de 1938-Talca, 6 de marzo de 2018) fue un músico y compositor chileno, destacado por la creación de la canción «El rock del Mundial» de la banda Los Ramblers.

## Carrera artística
Realizó su educación primaria en la Escuela República Argentina de Santiago. Sus inicios fueron en un conjunto del Liceo Manuel Barros Borgoño, donde tocó los primeros acordes de swing y rocanrol para animar las fiestas escolares. Tras su paso por el liceo, Rojas propició la creación del grupo de música Los Ramblers, quienes se hicieron famosos a través de Radio Minería y llegaron a tocar en el Festival de la Canción de Viña del Mar en su tercera edición de 1962.
Mediante el productor musical Camilo Fernández, crearon y difundieron «El rock del Mundial», canción que fue lanzada a inicios de mayo de 1962, año en que se realizaba el mundial de fútbol en Chile, por lo cual se convirtió en un éxito en las emisoras nacionales. Esta canción es reconocida por la FIFA como el primer himno o canción dedicada al evento deportivo.
En la serie "62: Historia de un Mundial", producida por Televisión Nacional de Chile, el papel de Jorge Rojas es interpretado por Gabriel Cañas.

## Fallecimiento
Jorge Rojas falleció en la madrugada del 6 de marzo de 2018, tras complicaciones de salud después del accidente de tránsito que sufrió el grupo en la ruta 5 Sur entre San Javier y Linares. En el mismo accidente falleció el vocalista de Los Ramblers, Valentín Fernández.